# 1985 في مصر
فيما يلي قوائم الأحداث التي وقعت خلال عام 1985 في مصر.

## أفلام
من الأفلام التي صدرت هذه السنة في مصر:
- 1 يناير – الطوفان من إخراج بشير الديك.
- 1 يناير – الكف
- 1 يناير – الكيف من إخراج علي عبد الخالق.
- 1 يناير – إعدام ميت من إخراج علي عبد الخالق.
- 1 يناير – صاحب الإدارة بواب العمارة
- 1 يناير – عفوا أيها القانون
- 1 يناير – محطة الأنس من إخراج حسن إبراهيم.
- 1 يناير – مغاوري في الكلية من إخراج حسن الصيفي.
- 1 يناير – هنا القاهرة
- 7 يناير – خلي بالك من عقلك
- 18 يونيو – شهد الملكة من إخراج حسام الدين مصطفى.
- 30 سبتمبر – المجنونة من إخراج عمر عبد العزيز.

## مواليد

### يناير
- 1 يناير – دنيا سمير غانم ممثلة ومغنية مصرية.
- 15 يناير – أحمد عبد الظاهر لاعب كرة قدم مصري.
- 18 يناير – هاني العجيزي لاعب كرة قدم مصري.
- 27 يناير – محمود سمير لاعب كرة قدم مصري.

### فبراير
- 1 فبراير – أسماء محفوظ ناشطة مصرية.
- 19 فبراير – آمال ماهر مطربة مصرية.

### مارس
- 1 مارس – رضا الويشي لاعب كرة قدم مصري.
- 5 مارس – إنجي غزلان
- 14 مارس – هيثم الفزاني لاعب كرة قدم مصري.
- 15 مارس – عمرو الحلواني لاعب كرة قدم مصري.
- 23 مارس – أحمد خليفة لاعب كرة قدم مصري.

### أبريل
- 4 أبريل – نهلة رمضان ربّاعة مصرية.

### مايو
- 10 مايو – كريم ذكري لاعب كرة قدم مصري.
- 10 مايو – محمد زكري لاعب كرة قدم مصري.
- 10 مايو – محمود السيد لاعب كرة قدم مصري.

### يونيو
- 11 يونيو – عاشور الأدهم لاعب كرة قدم مصري.

### يوليو
- 1 يوليو – محمد عبد الشافي لاعب كرة قدم مصري.
- 13 يوليو – عبد الله السعيد لاعب كرة قدم مصري.
- 16 يوليو – أحمد جلال لاعب كرة قدم مصري.
- 25 يوليو – حسين حمدي لاعب كرة قدم مصري.

### أغسطس
- 8 أغسطس – يسرا اللوزي ممثلة مصرية.
- 15 أغسطس – أمنية عبد القوي لاعبة اسكواش مصرية.

### سبتمبر
- 11 سبتمبر – أحمد دومة كاتب مصري.
- 15 سبتمبر – ياسمين رئيس ممثلة مصرية.

### أكتوبر
- 1 أكتوبر – مايكل نبيل سند ناشط مصري.
- 22 أكتوبر – إيهاب المصري لاعب كرة قدم مصري.

### نوفمبر
- 11 نوفمبر – منى عبد العزيز مسايفة مصرية.
- 24 نوفمبر – يارا سلام ناشطة مصرية.

### ديسمبر
- 25 ديسمبر – أحمد جعفر لاعب كرة قدم مصري.
- 25 ديسمبر – هنا شيحة ممثلة مصرية.
- 31 ديسمبر – أيمن حفني لاعب كرة قدم مصري.

## وفيات

### فبراير
- 24 فبراير – سيزا نبراوي (مواليد 1897) صحفية مصرية.